# Lachkonserve
Als Lachkonserve, Lachorgel, Lachmaschine, Lachspur oder Plastiklacher (engl. laugh track, canned laughter oder laugh machine), bezeichnet man ein auf Tonband aufgenommenes Lachen, das insbesondere bei Sitcoms im Anschluss an eine Pointe eingespielt wird.

## Geschichte und Besonderheiten
Erstmals wurde eine Lachkonserve in der Hank McCune Show im September 1950 verwendet. Der Einsatz erfolgte aus der Annahme, dass Menschen, die allein fernsehen, nicht lachen würden und durch eine Lacheinspielung dazu animiert werden müssten.
Lachen kann ansteckend sein. Dadurch wird die gesehene Sendung als lustig empfunden, was die Seherbindung an das Programm erhöht, die Einschaltquote verbessert und die Zapping-Quote verkleinert. All das beeinflusst Werbeeinnahmen positiv.
Um das Lachen authentischer und individueller erscheinen zu lassen, werden einige Sitcoms vor Publikum aufgezeichnet. In die Tonspur gelangen so auch Applaus, Zwischenrufe und Ausdruck der Überraschung, des Erstaunens oder Enttäuschung, wie zum Beispiel Stöhnen.
Gleichzeitig erfüllt das Live-Publikum aber auch eine wichtige Funktion insbesondere bei der Produktion so genannter Multi-camera-Sitcoms, die nach dem Vorbild einer Broadway-Show gestaltet sind. So arbeiten die Schauspieler direkt mit der Reaktion des Publikums, um Pointen möglichst effektiv zu platzieren. Auch bei der Erstellung der Schnittfassung wird berücksichtigt, welche Szenen beim Publikum besonders gut ankamen. Mitunter werden Szenen auch direkt auf der Studiobühne umgeschrieben, wenn das Publikum anders reagiert als erwartet.
Bei der Synchronisation solcher Aufzeichnungen muss häufig auf Lachkonserven zurückgegriffen werden, da es durch die Übersetzung oft zu anderen Längen der Dialoge kommt und somit das Lachen des Studiopublikums im Original zeitlich nicht mehr passt. Mit Applaus, Zwischenrufen und dergleichen wird ebenso verfahren.
Eingespieltes Lachen wird als Beispiel für Interpassivität geführt.
Eine Studie aus dem Jahr 2017 zeigte, dass eingespielte Lacher Filmmaterial tatsächlich lustiger erscheinen lassen. Dies funktioniert sogar, wenn der gezeigte Inhalt eigentlich eine andere Valenz hat (z. B. als beängstigend erlebt wird). Dagegen führt das Einspielen von anderen Emotionen zu keiner erlebten Steigerung der entsprechenden Emotion (z. B. führen eingespielte Angstschreie nicht zu mehr Angst bei den Zuschauern).
Bei Studioaufnahmen oder Videoclips werden nicht nur Lacher eingespielt, sondern auch Applaus.
Insbesondere auf YouTube kursieren Schnittversionen von bekannten Sitcoms, aus denen das Gelächter entfernt wurde. Hierbei handelt es sich aber meist nicht um die tatsächliche Darbietung der Schauspieler, sondern anstelle des Gelächters werden künstliche Pausen eingefügt, die das Timing der Szenen und damit die Wirkung der Szenen komplett verändern.

## Beispiele
Einige bekanntere Sitcoms mit Lachkonserven in der deutschen Synchronisation:
| - Alf - Alle unter einem Dach - Becker - Cheers - Dharma & Greg - Die Bill Cosby Show - Die Nanny - 2 Broke Girls - Die wilden Siebziger - Ein Haus voller Töchter - Ein Käfig voller Helden - Eine schrecklich nette Familie | - Ein Trio zum Anbeißen - Frasier - Friends - Full House - Golden Girls - Hallo Holly - Hör mal, wer da hämmert - How I Met Your Mother - Meine Schwester Charlie - Mr. Bean | - King of Queens - Roseanne - Rules of Engagement - Seinfeld - Still Standing - The Big Bang Theory - Two and a Half Men - Unser lautes Heim - Wer ist hier der Boss? - What’s Up, Dad? |

Bei einigen wenigen in Deutschland bekannten Sitcoms wurden im Originalton Lachkonserven benutzt:
- Alf
- Eine schrecklich nette Familie (bis Folge 1.12)

Besonders in den 1960er und 1970er Jahren wurden in den Vereinigten Staaten häufig Lachkonserven eingesetzt, allerdings wurden diese nur selten in Deutschland ausgestrahlt.

## Synchronisation ohne Lachspuren
Bei manchen Sitcoms, bei denen im Originalton Lachspuren verwendet worden waren, wurde bei der deutschen Synchronisation auf Lachkonserve verzichtet. Beispiele sind:
- Bezaubernde Jeannie
- Die Bill Cosby Show (von 1987 bis 1989, als die Serie im ZDF als Bill Cosbys Familienbande lief)
- Die Dinos (Lachspuren wurden durch Popularitätswuchs auch in den USA herausgenommen, was noch vor der deutschen Erstausstrahlung war)
- Männerwirtschaft
- M*A*S*H
- Mein Vater ist ein Außerirdischer